# 马力欧派对8
《瑪利歐派對8》（中国大陆又译作）是一款由Hudson Soft公司制作、任天堂发行的聚会类电子游戏。本游戏最初于2007年5月29日在北美地区Wii发行。
本游戏的额外模式是允许玩家直接玩迷你游戏，而无须进行战棋游戏。
《瑪利歐派對8》收到混合的评价。《Fami通》给予日本地区版本29/40的分数。